# Angaeus rhombifer
Angaeus rhombifer är en spindelart som beskrevs av Tord Tamerlan Teodor Thorell 1890. Angaeus rhombifer ingår i släktet Angaeus och familjen krabbspindlar. Inga underarter finns listade i Catalogue of Life.